# Hornia
Hornia es un género de coleóptero de la familia Meloidae.

## Especies
Las especies de este género son:
- Hornia boharti Linsley, 1942
- Hornia gigantea Wellman, 1911
- Hornia mexicana (Dugès, 1889)
- Hornia minutipennis Riley, 1877
- Hornia neomexicana (Cockerell, 1899)